# Комитет ингушской независимости
Комитет ингушской независимости (сокр. КИН; ингуш. Ğalğay Kortamuq̇alen Komitet) — основанная в 2022 году организация, целью которой является разработка правовой и политической базы для создания суверенного ингушского государства.
В январе 2024 года Минюст России объявил Комитет ингушской независимости «иностранным агентом». В мае того же года Минюст России объявил его «нежелательной организацией», а в августе 2024 года Комитет был внесён в перечень террористов и экстремистов Росфинмониторинга под номером 523. 22 ноября 2024 года Генеральная прокуратура Российской Федерации внесла «Форум свободных государств постРоссии» и 172 его структурных подразделения, включая КИН, в список террористических организаций. 
Комитет провёл съезд в Стамбуле, на котором была принята декларация о намерении ингушского народа добиваться государственной независимости. Комитет также установил сотрудничество с представителями Верховной Рады Украины. В ходе переговоров обсуждались вопросы международного признания геноцида ингушского народа 1944 года, этнической чистки 1992 года, а также права ингушского народа на самоопределение и создание независимого государства. Комитет активно ведёт гуманитарную и правозащитную деятельность, оказывает правовую помощь вынужденным переселенцам и взаимодействует с ингушскими диаспорами.
В апреле 2023 года КИН объявил о создании военного крыла организации под названием «Ингушская освободительная армия». (ингуш. Ğalğay Kortamuq̇alen Eskar).